# Moneta bulionowa
Moneta bulionowa (moneta lokacyjna, inwestycyjna) – moneta z metali szlachetnych (głównie ze złota, srebra, platyny, palladu) bita na cele inwestycyjne, czyli lokatę kapitału – zobacz: bulionizm.
Monety takie niekiedy nie mają zadeklarowanej wartości nominalnej, a zamiast nominału podana jest zawartość kruszcu, np. 1 uncja (t oz). Nakład zwykle nie jest ograniczony i zależy od popytu.

## Lista monet bulionowych

### Złote monety bulionowe
Komisja Europejska publikuje co roku listę złotych monet, które muszą być traktowane jako złote monety inwestycyjne we wszystkich krajach członkowskich Unii Europejskiej. Lista ta posiada moc prawną. W Wielkiej Brytanii, Królewski Urząd Skarbowy wydał dodatkową listę złotych monet uzupełniającą listę Komisji Europejskiej. To lista złotych monet, z których urząd ten korzysta przy określaniu zwolnienia do celów inwestycyjnych. Ta druga lista nie posiada żadnej mocy prawnej. Poniższa lista przedstawia tylko najczęstsze monety zawarte na liście Komisji Europejskiej.
| Kraj              | Nazwa monety bulionowej | Próba                    | Nominał (waga złota)                                                  | Czas bicia                                                                            |
| ----------------- | ----------------------- | ------------------------ | --------------------------------------------------------------------- | ------------------------------------------------------------------------------------- |
| Australia         | Gold Nugget             | .9999                    | 1/20 ozt, 1/10 ozt, 1/4 ozt, 1/2 ozt, 1 ozt, 2 ozt, 10 ozt, 1 kg      | od 1986 od 1991                                                                       |
| Australia         | Lunar Series I          | .9999                    | 1 ozt                                                                 | 1996–2007                                                                             |
| Australia         | Lunar Series II         | .9999                    | 1 ozt                                                                 | od 2008                                                                               |
| Austria           | Philharmoniker          | .9999                    | 1/10 ozt, 1/4 ozt, 1/2 ozt, 1 ozt                                     | od 1989                                                                               |
| Kanada            | Maple Leaf              | .9999 (.99999 dostępne)  | 1/20 ozt,1/15 ozt, 1/10 ozt, 1/5 ozt, 1/4 ozt, 1/2 ozt, 1 ozt, 100 kg | od 1979                                                                               |
| Chiny             | Gold Panda              | .999                     | 1/20 ozt, 1/10 ozt, 1/4 ozt, 1/2 ozt, 1 ozt                           | od 1982                                                                               |
| Francja           | 20 Francs Napoleondor   | .900                     | 0,1867 ozt.                                                           | 1806–1914                                                                             |
| Izrael            | Seria Złota Jerozolima  | .9999                    | 1 ozt                                                                 | od 2010                                                                               |
| Malezja           | Kijang Emas             | .9999                    | 1/4 ozt, 1/2 ozt, 1 ozt                                               | od 1997                                                                               |
| Meksyk            | Libertad                | .999                     | 1/20 ozt, 1/10 ozt, 1/4 ozt, 1/2 ozt, 1 ozt                           | od 1991                                                                               |
| Meksyk            | Onza                    | .900                     | 1 ozt                                                                 | produkcja zakończona                                                                  |
| Meksyk            | Centenario (50 Pesos)   | .900                     | 1,20565 ozt                                                           | 1921–1931, okresowo 1943–1972                                                         |
| Polska            | Bielik                  | .9999                    | 1/10 ozt, 1/4 ozt, 1/2 ozt, 1 ozt                                     | od 1995 z wyjątkiem 2001, 2003 i 2005                                                 |
| Rosja             | George the Victorious   | .999                     | 0,2537 ozt                                                            | od 2006                                                                               |
| Południowa Afryka | Krugerrand              | .9167                    | 1/50 ozt, 1/10 ozt, 1/4 ozt, 1/2 ozt, 1 ozt                           | od 1967                                                                               |
| Szwajcaria        | Vreneli                 | .900                     |                                                                       | 1897–1936 1947 i 1949                                                                 |
| Wielka Brytania   | Sovereign               | .9167                    | 7,3224 g                                                              | 1887–1932 1949–1952 (datowane 1925) 1957–1959 1962–1968 1974, 1976, 1978–1982 od 2000 |
| Wielka Brytania   | Britannia               | .9999 (.9167 do 2013 r.) | 1/10 ozt, 1/4 ozt, 1/2 ozt, 1 ozt                                     | od 1987                                                                               |
| Stany Zjednoczone | Gold Eagle              | .9167                    | 1/10 ozt, 1/4 ozt, 1/2 ozt, 1 ozt                                     | od 1986                                                                               |
| Stany Zjednoczone | American Buffalo        | .9999                    | 1 ozt                                                                 | od 2006                                                                               |
| Stany Zjednoczone | Double Eagle            | .900                     | 0,9675 ozt                                                            | 1849–1933                                                                             |

### Lista palladowych monet bulionowych
| Kraj      | Nazwa monety         | Próba | Nominał (waga kruszcu) | Czas bicia      |
| --------- | -------------------- | ----- | ---------------------- | --------------- |
| Australia | Palladowa Moneta Emu | .9995 | 1 ozt                  | 1995–1998       |
| Kanada    | Palladium Maple Leaf | .9995 | 1 ozt                  | 2005–2007, 2009 |

### Lista platynowych monet bulionowych
| Kraj              | Nazwa monety        | Próba | Nominał (waga kruszcu)                                | Czas bicia            |
| ----------------- | ------------------- | ----- | ----------------------------------------------------- | --------------------- |
| Australia         | Platinum Koala      | .9995 | 1/20 ozt, 1/10 ozt, 1/4 ozt, 1/2 ozt, 1 ozt           | od 1988               |
| Kanada            | Platinum Maple Leaf | .9995 | 1/20 ozt, 1/15 ozt, 1/10 ozt, 1/4 ozt, 1/2 ozt, 1 ozt | 1988–1999, 2002, 2009 |
| Wielka Brytania   | The Queen's Beasts  | .9995 | 1 ozt                                                 | od 2017               |
| Wyspa Man         | Noble               | .9995 | 1/20 ozt, 1/10 ozt, 1/4 ozt, 1/2 ozt, 1 ozt           | 1983–1989             |
| Meksyk            | Libertad            | .999  | 1/4 ozt                                               | 1989                  |
| Stany Zjednoczone | Platinum Eagle      | .9995 | 1/10 ozt, 1/4 ozt, 1/2 ozt, 1 ozt                     | od 1997               |

### Lista srebrnych monet bulionowych
| Kraj              | Nazwa monety          | Próba | Nominał (waga kruszcu)                                          | Czas bicia                 |
| ----------------- | --------------------- | ----- | --------------------------------------------------------------- | -------------------------- |
| Australia         | Silver Kookaburra     | .999  | 1 ozt, 2 ozt, 10 ozt, 1 kg                                      | od 1990                    |
| Australia         | Lunar I               | .999  | 1/2 ozt, 1 ozt, 2 ozt, 5 ozt, 10 ozt, 0,5 kg, 1 kg              | 1999–2010                  |
| Australia         | Lunar II              | .9999 | 1/2 ozt, 1 ozt, 2 ozt, 5 ozt, 10 ozt, 0,5 kg, 1 kg, 10 kg       | 2008–2019                  |
| Austria           | Philharmoniker        | .999  | 1 ozt                                                           | od 2008                    |
| Kanada            | Maple Leaf            | .9999 | 1/2 ozt, 1 ozt                                                  | od 1988                    |
| Chiny             | Silver Panda          | Różne | Różne                                                           | od 1983 (z wyjątkami)      |
| Meksyk            | Libertad              | .999  | 1/20 ozt, 1/10 ozt, 1/4 ozt, 1/2 ozt, 1 ozt, 2 ozt, 5 ozt, 1 kg | od 1982                    |
| Południowa Afryka | Krugerrand            | .999  | 1 ozt, 3 ozt                                                    | od 2017                    |
| Rosja             | George the Victorious | .999  | 1.01 ozt                                                        | od 2009                    |
| Wielka Brytania   | Britannia             | .958  | 1/10 ozt, 1/4 ozt, 1/2 ozt, 1 ozt                               | od 1997                    |
| Stany Zjednoczone | America the Beautiful | .999  | 5 ozt                                                           | Już nie produkowana (2010) |
| Stany Zjednoczone | Silver Eagle          | .999  | 1 ozt                                                           | od 1986                    |

### Galeria

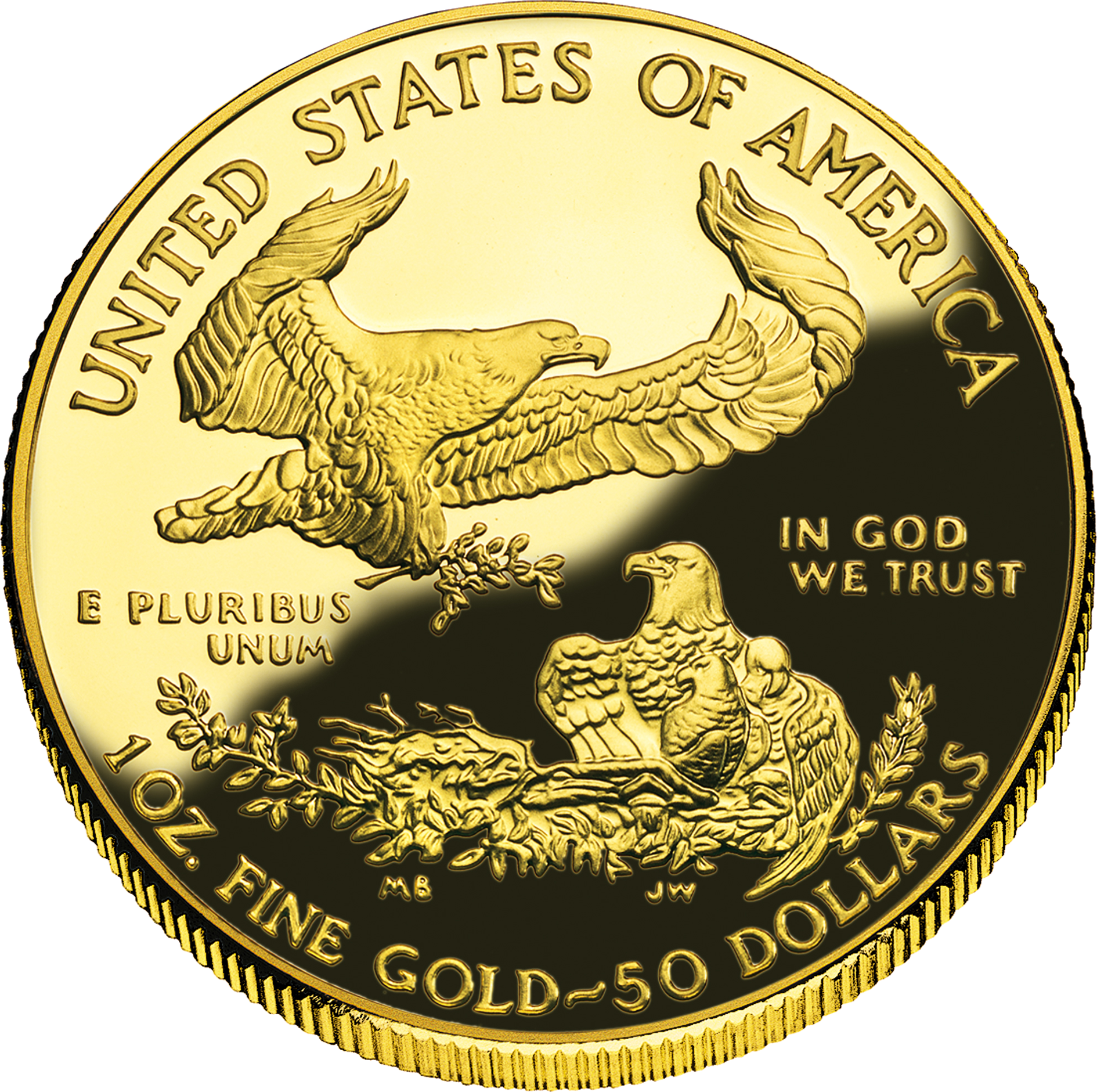
American Gold Eagle z 2006 r.
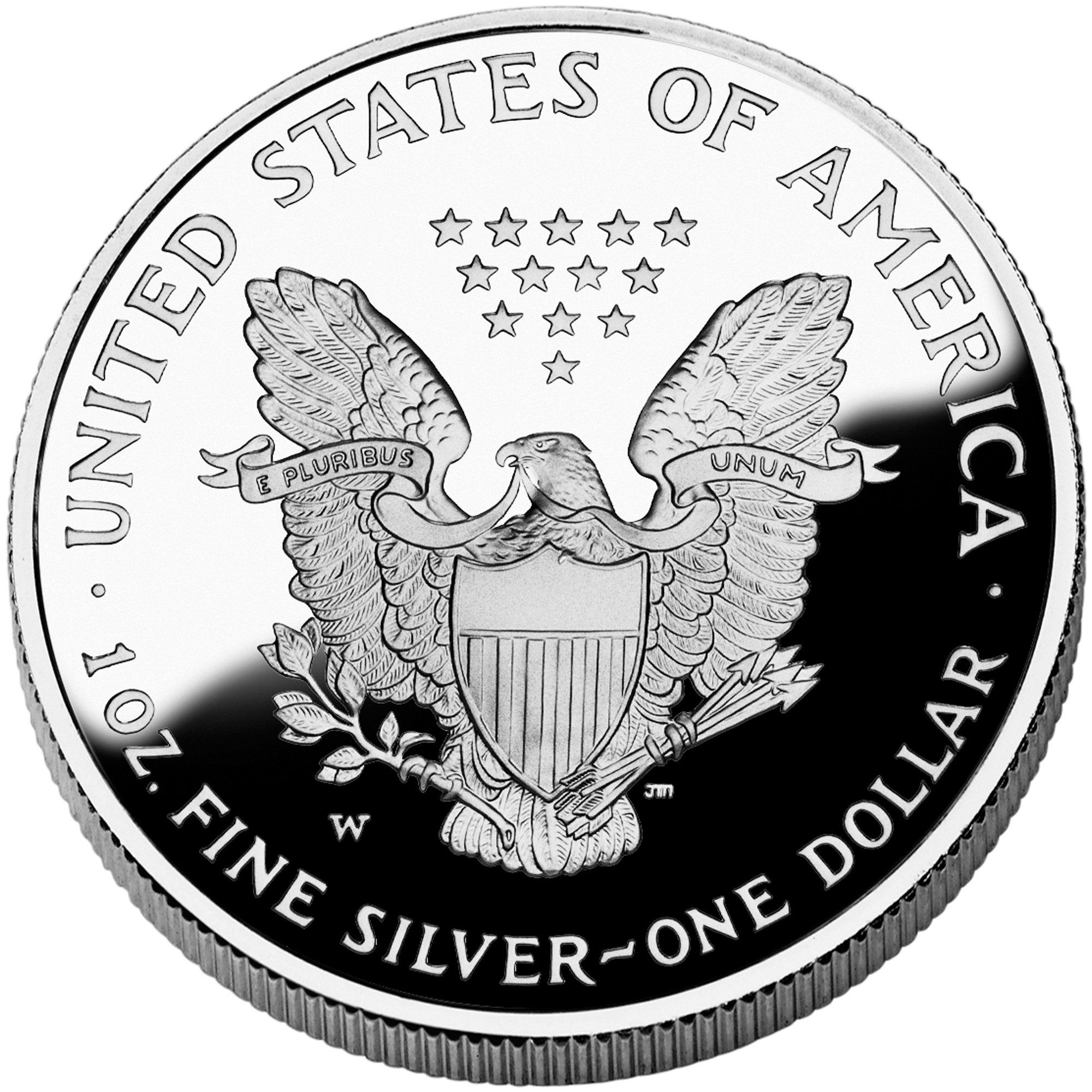
American Silver Eagle, USA
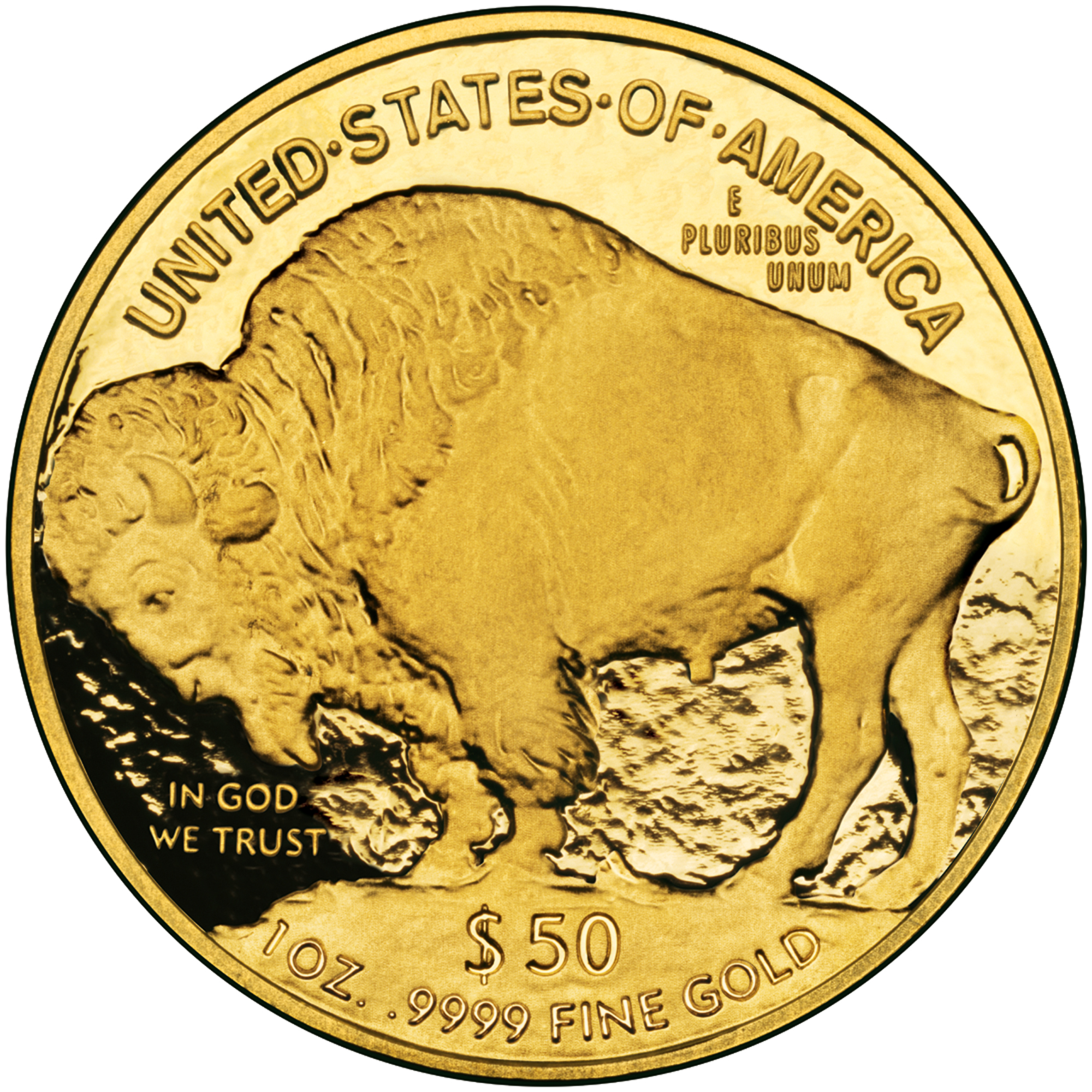
American Buffalo z 2006 r., USA
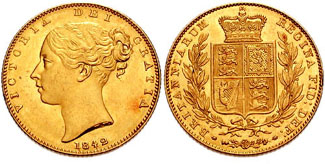
Suweren z wizerunkiem królowej Wiktorii z 1842 r., Wielka Brytania
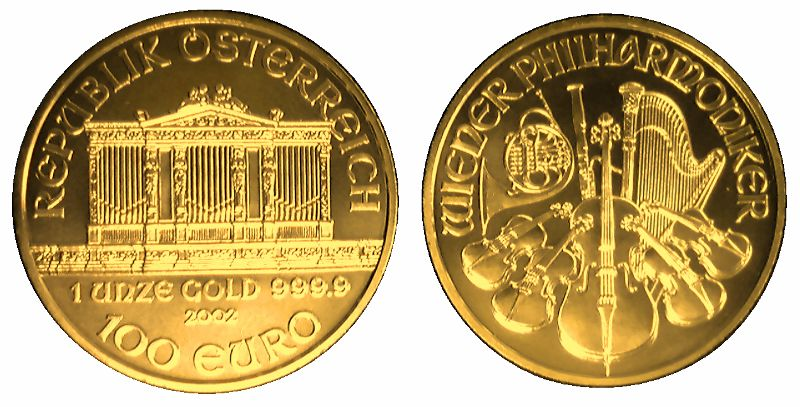
Wiener Philharmoniker z 2002 r., Austria
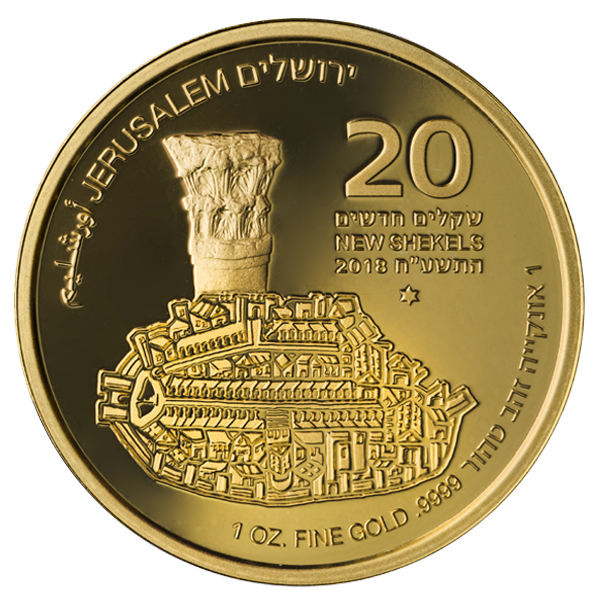
Cardo w Jerozolimie, seria Złota Jerozolima, 2018, Izrael